# Великоднє повстання

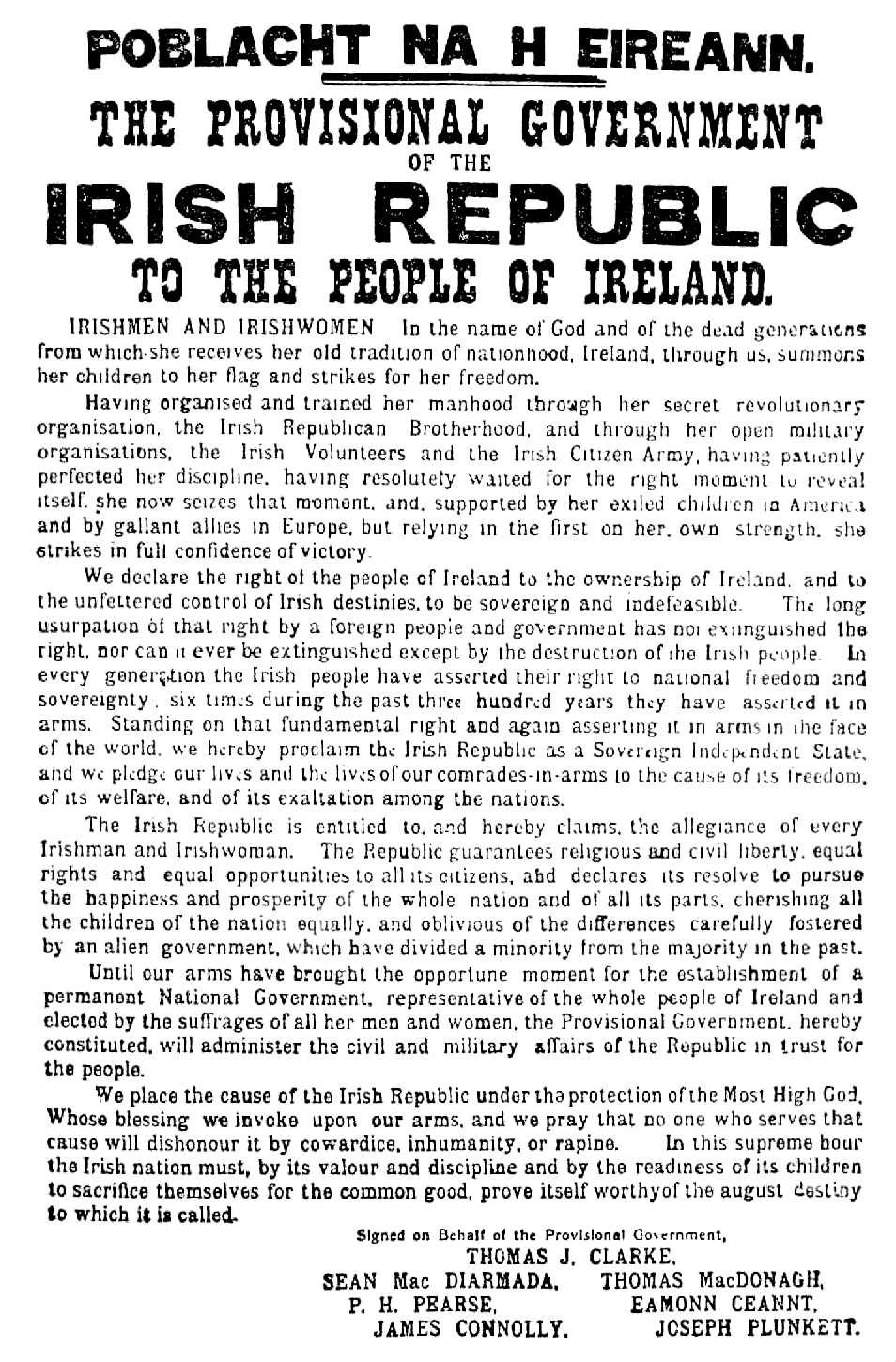
Декларація про незалежність Ірландської республіки, проголошена повстанцями

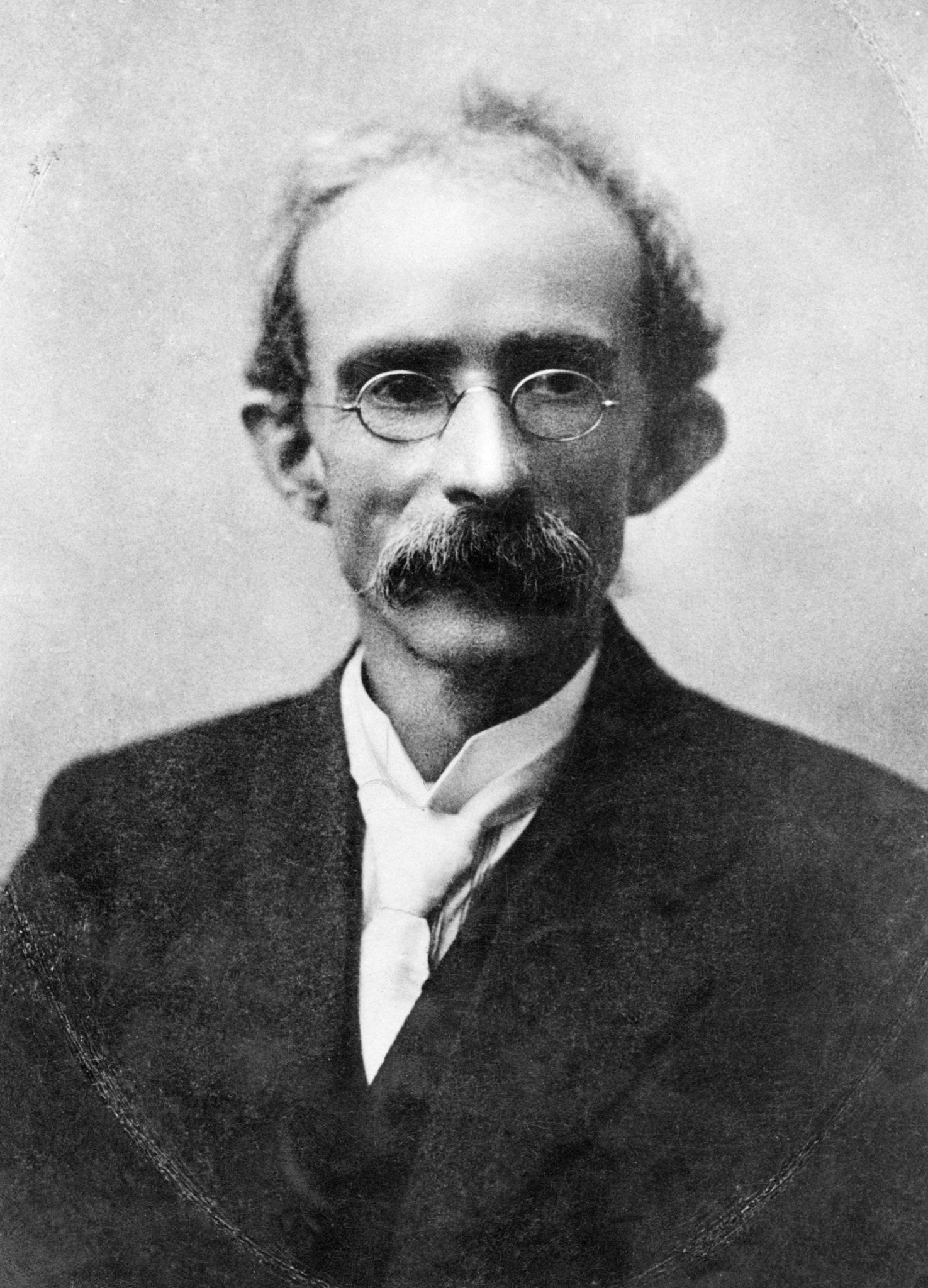
Томас Кларк — ірландський республіканець, один з керівників повстання

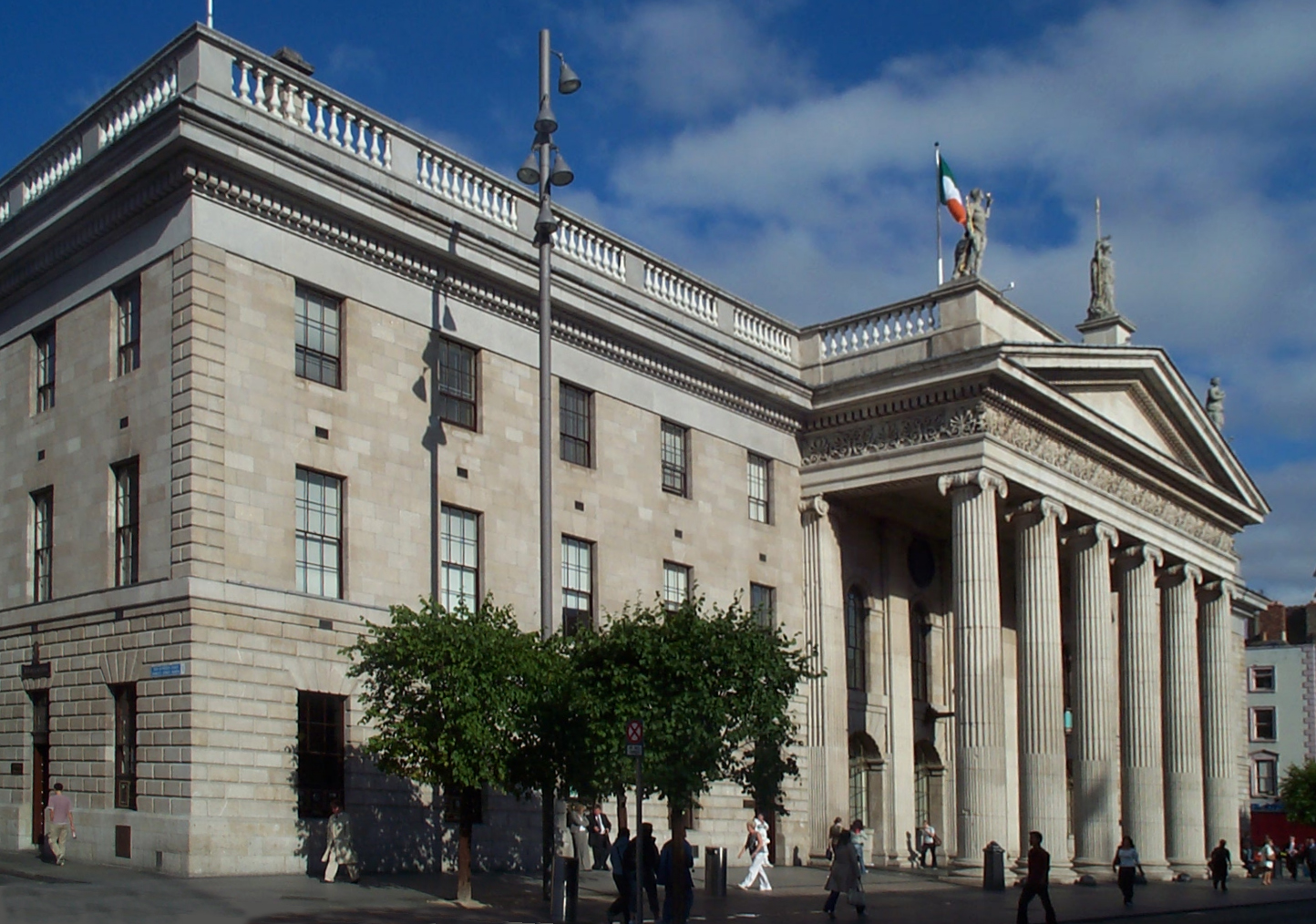
Будинок поштамту в Дубліні — приміщення, за яке точилися найжорстокіші бої

Один з прапорів повстанців, що був пошитий графинею Маркевич і піднятий над поштамтом

Великоднє повстання (ірл. Éirí Amach na Cásca, англ. Easter Rising) — повстання, що відбулося на Великдень 1916 року (з 24 до 30 квітня) в Ірландії, зокрема в м. Дублін за незалежність Ірландії від Великої Британії та створення Ірландської республіки. Повстання було розгромлене британськими військами, його керівники і багато учасників були страчені.

## Передумови
Ірландія увійшла до складу Великої Британії в 1801 році як складова частина Сполученого Королівства Великої Британії та Ірландії. При цьому Ірландія втратила власний парламент, натомість отримавши представництво в британському. Це з самого початку викликало протест національно-патріотичних кіл, які виступали проти подібного союзу. Впродовж століття вони не могли добитись автономізації Ірландії ні конституційним ні революційним шляхом.
Англійці запровадили на острові жорсткий окупаційний режим, намагаючись придушити будь-які спроби боротьби ірландців за незалежність. На початок ХХ століття була вже майже витіснена з ужитку ірландська (гельська) мова, замість неї запроваджували  англійську. Релігією більшості ірландців залишався католизизм, наперекір якому насаджували англіканство.
У листопаді 1913 року в Дубліні поет Патрік Пірс створив Ірландське Республіканське Братство, воєнізовану організацію, покликану "забезпечити права і свободи всіх людей Ірландії"; до нього входили представники різних політичних уподобань. Того ж року в Дубліні на базі профспілкових організацій була створена Ірландська цивільна армія. У вересні 1914 року, через місяць після вступу Британії в Першу світову війну, Ірландське Республіканське Братство ухвалило рішення розпочати підготовку до повстання за незалежність Ірландії.
У 1916 році в Європі тривала Перша світова війна. Ірландське суспільство щодо участі Ірландії у війні, як частини Сполученого королівства було розколоте. Одна частина вважала, що ірландці мають активно підтримати Велику Британію у війні — з надією на те, що британський уряд після перемоги надасть Ірландії гомрул. Інша частина ірландського суспільства була проти участі ірландців у цій війні і закликала здійняти повстання за незалежність Ірландії. Як сказав один з лідерів борців за свободу Ірландії: «Якщо вам кортить узяти в руки гвинтівку, якщо ви прагнете боротися за власну державу, то краще воювати за власну країну, а не за здирницьку імперію».
На початку 1916 року відбувався інтенсивний набір до британської армії, в Ірландії були створені загони волонтерів, що почали військову підготовку нібито для участі в британській армії. Британський уряд занепокоївся цим, бо розумів, що волонтери можуть підняти повстання. Але роззброювати і розформувати їх не наважився.
Тим часом національно-визвольне підпілля почало підготовку до повстання. Керівники підпілля — Джеймс Конноллі, Падріґ Пірс, Томас Кларк вимагали прискорити повстання — вони боялися, що британська розвідка розкриє їхні плани. Керівники підпілля призначили початок повстання на Великдень — 23 квітня.
Між керівниками повстання не було одностайності — більшість виступали за незалежну республіку, проте окремі керівники планували після перемоги створити королівство Ірландія і запросити на престол Йоахіма — прусського принца. Деякі керівники повстання боялися, що Дж. Коннолі вчинить якийсь необачний вчинок і взяли його під варту. І тільки протест Громадської армії та графині Маркевич змусили їх його відпустити. Рішення про початок повстання зберігали у такій таємниці, що навіть лідери руху за незалежність Ірландії, як-от Артур Ґріффіт, Бульмер Гобсон, Зе О'Раггіллі, Еойн ма Нілл нічого не знали про це. Таємна рада призначила Пірса головнокомандувачем повстання, а Томас Макдона повідомив про плани своєму помічникові Еймону де Валера. Початок повстання перенесли на 24 квітня — понеділок, бо очікували, що з міста виїде багато британських офіцерів. Планувалося, що повстання буде одночасно і в Дубліні, і в інших частинах країни, також акцентувалося на захопленні основних стратегічних об'єктів. За тиждень до повстання було створено Тимчасовий революційний уряд з 7 осіб і надруковано Декларацію про незалежність Ірландської республіки, яку підписали всі 7 членів Тимчасового революційного уряду: Томас Кларк, Падріг Пірс, Шон Макдермотт, Томас Макдона, Імон Кент, Джеймс Конноллі, Джозеф Планкетт. Деякі керівники повстання підтримували через територію Сполучених Штатів контакти з Німецькою імперією, яка вислала для допомоги повстанцям 20 000 гвинтівок на кораблі «Ауд», але корабель був потоплений британським флотом. Ніхто з керівників повстання не знав про перехоплення корабля «Ауд». Це стало відомо тільки напередодні повстання. Деякі керівники вирішили скасувати повстання, однак було вирішено дотримуватися попереднього плану.

## Хід постання
24 квітня 1200 добровольців і 200 вояків Громадської армії відгукнулися на заклик до повстання. Вони йшли Дубліном маршем невеликими групами у синіх ірландських одностроях. На озброєнні були старі британські гвинтівки — куплені або вкрадені у британських солдатів. Повстанці захопили поштамт. Британські солдати, що охороняли будівлю здалися без бою. Над поштамтом підняли прапори, які пошила графиня Маркевич: зелений прапор із написом «Ірландська республіка», ірландський трикольор і прапор, на якому було зображено плуг і зорі. Пірс вийшов із поштамту і проголосив декларацію про незалежність Ірландської республіки й опісля, повстанці забарикадувалися у поштамті. Крім нього, також були захоплені інші будівлі міста. Після важкого бою четвертий батальйон повстанців під командою Імона Кента та Катала Бруа після важкого бою зайняв Саус-Дублін-Юніон на пагорбі Браун. Батальйон Еймона де Валери зайняв Боландс-Мілл. Ще один загін волонтерів захопив склад із боєприпасами у Фенікс-парку. Але Дублінський замок лишився під контролем британської влади. Коли в Лондоні довідалися про повстання, до Дубліна терміново перекинули дві британські бригади і чисельність британських військ перевищила 5000 солдатів. Британці зайняли Триніті-коледж і почали звідти з гармат обстрілювати позиції повстанців. Річкою рухався британський військовий корабель, що теж вів гарматний обстріл позицій повстанців. Почалися важкі бої по всьому місту. Багато будівель було зруйновано британською артилерією, в місті палали пожежі.
Під час боїв до повстанців приєднувалося чимало цивільних осіб — добровольців. У тому числі людей інших національностей — не ірландців. Так, до поштамту прийшло двоє рибалок — фін і швед, які майже не знали англійської мови. Вони пояснили, що теж хочуть боротися за свободу Ірландії. Їм видали гвинтівки, вони зайняли позиції на даху будинку і вели вогонь по британських солдатах. Серед повстанців були й жінки. Крім відомої графині Маркевич у лавах повстанців були: Мод Ґонн, Катлін Кларк, Нора Коннолі, Айна Коннолі, Айне Сіннт, Мюрель Макдона.
Повстанцям не вистачало набоїв, відчувалася чисельна перевага британців у військовій силі. Повстанці чинили запеклий опір, але поступово втратили всі позиції. Багато поранених повстанців потрапило до полону. Під час повстання в Дубліні втрати становили: з ірландського боку — 200 цивільних вбито і 600 поранено, 64 повстанці вбито і 200 поранено; з британського боку — 134 вбито і 381 поранено. Після придушення повстання було заарештовано 3 500 чоловіків і 8 жінок. За вироком трибуналу 15 заарештованих: Патрік Пірс, Томас Кларк, Томас МакДона, Джозеф Планкетт, Вільям Пірс, Едвард Делі, Майкл О’Ханрахан,  Джон МакБрайд, Імон Кент, Майкл Маллін, Шон Гьюстон, Конн Колберт, Джеймс Коннолі та Шон Макдермотт, були розстріляні, Роджер Кейсмент був повішений. Графиню Маркевич засудили до страти, але потім вирок було замінено на довічні каторжні роботи. Загалом до страти засудили 94 особи, але потім більшість було помилувано.
Після того як в Ірландії довідалися про страти заарештованих Ірландією, пройшла хвиля обурення британською владою і захоплення героїзмом повстанців.

## Великоднє повстання в культурі
Великий ірландський поет, лауреат Нобелівської премії з літератури Вільям Батлер Єйтс присвятив повстанню свій твір «Великдень 1916 року» («Easter 1916») де є слова, що стали відомими на весь світ: «Народилась жахлива краса» («A terrible Beauty is born»).
Події ірландського Великоднього повстання стали основою роману відомої ірландської письменниці Айріс Мердок «Червоне і зелене», де описано події напередодні повстання через призму кількох ірландських сімей.
У 1919 році під впливом Великоднього повстання ірландський священник із Ньюкасла написав пісню «The Foggy Dew» («Роса туману») яка стала дуже популярною як в Ірландії, так і за її межами і стала гімном Ірландської республіканської армії (ІРА).
1947 року французький письменник Ремон Кено опублікував роман-містифікацію про ірландське повстання у британському Дубліні 1916 року — "З жінками по-доброму не можна".
Символом повстання стали квіти кали білої (Zantedeschia aethiopica).